# ハットルグリムス教会

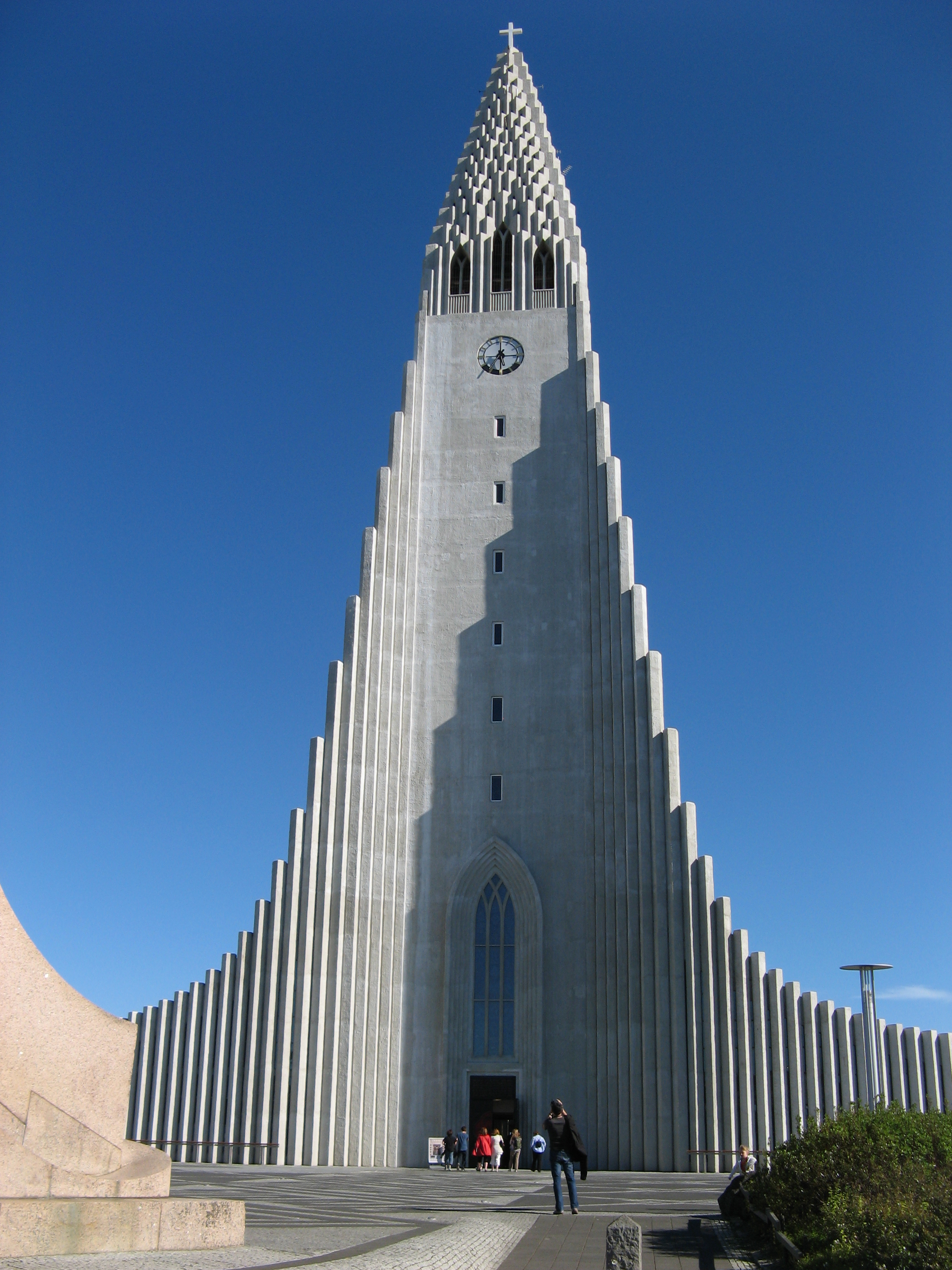
ハットルグリムス教会の正面口

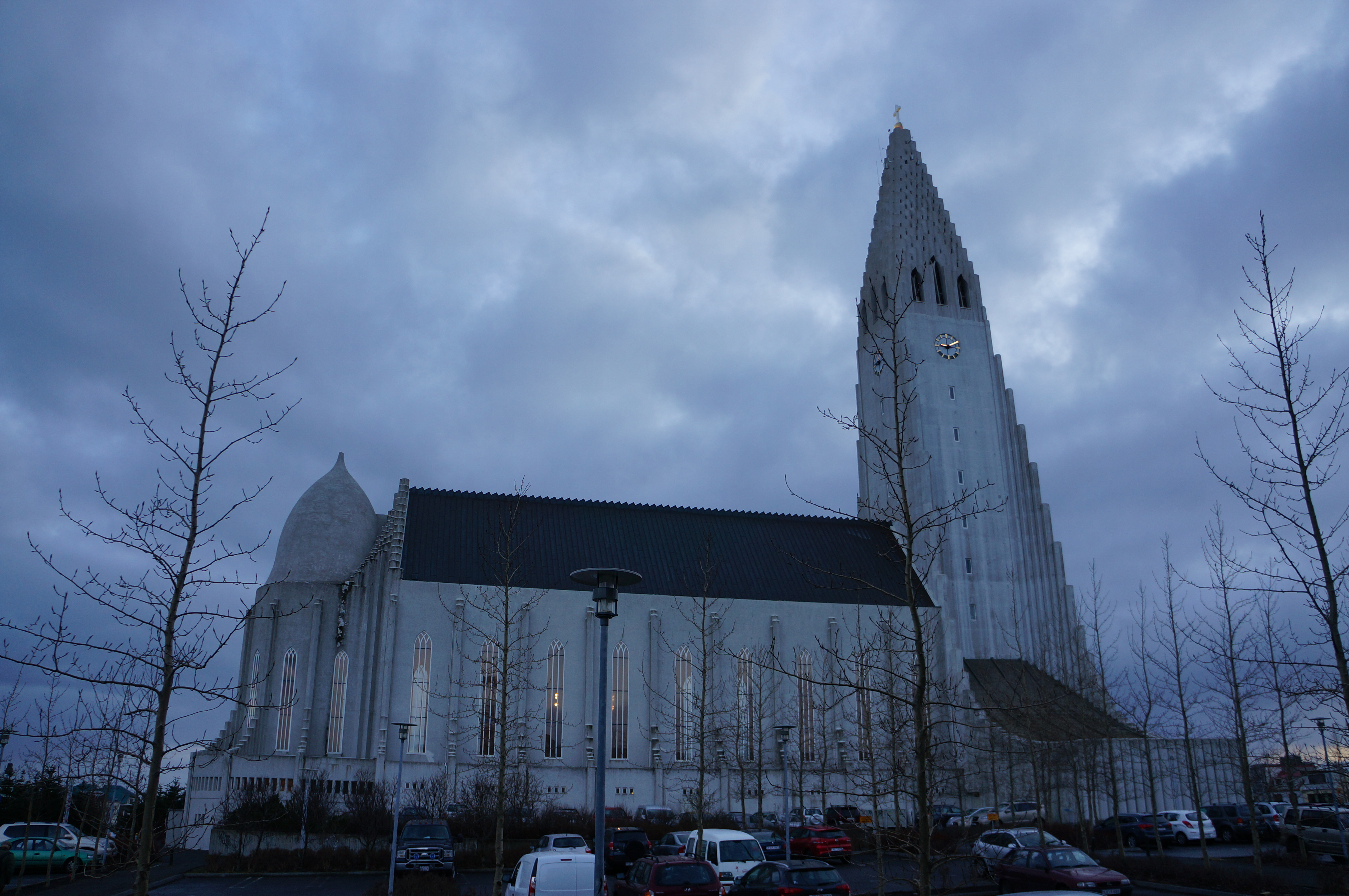
側面から眺めたハットルグリムス教会

ハットルグリムス教会（アイスランド語：Hallgrímskirkja, ハトルグリムスキルキャ）は、アイスランドの首都レイキャヴィークにあるルター派の教会である。建物はコンクリート製で、73メートルの高さのある塔を備え、アイスランドで最も大きな教会でもある。Smáratorg Towerが完成までは国内で最も高い建物でもあった。教会の名前はアイスランドの聖職者であり詩人であるHallgrímur Péturssonの名前にちなんでつけられている。

## 概要
ハットルグリムス教会はレイキャヴィークの中心部に位置し、町のどこからでも見ることができるランドマークになっている。Guðjón Samúelssonが1937年に設計を依頼された。彼曰く、教会のデザインはアイスランドの溶岩玄武岩の風景になぞらえているのだという。デンマークのグルントヴィークス教会に通じる表現主義建築による教会堂である。
1945年に建設が開始されてから1986年に完成するまで、実に41年の歳月を要した。ランドマークとなる塔は教会全体が完成するだいぶしていた。聖歌隊席の下にしつらえられた地下聖堂は1948年に、尖塔と両翼は1974年に 、身廊は1986年に完成、聖別された。内部は1676平方メートル。2008年には主塔の大規模な改修が行われ、足場に覆われたが、2009年には改修が完了し、足場も撤去された。
ハットルグリムス教会にはドイツ・ボンのオルガン製作者ヨハンネス・クライスの手による大型パイプオルガン（手鍵盤4段と足鍵盤、実働ストップ72、パイプ5,275本）が設置されている。
教会は展望塔としても利用されている。展望台からはレイキャヴィークの街と周辺の山々が一望できる。最上階まではエレベーターが通じているが、有料である。
アレクサンダー・スターリング・カルダーの手による探検家レイフ・エリクソンの像が、建設前から教会前の広場に設置されている。これは1930年に、シンクヴェトリルで930年に行われたアイスランド議会アルシングの一千周年を記念してアメリカ合衆国から寄贈されたものである。